# Anastasija Hocyk
Anastasija Hocyk, ukr. Анастасія Гоцик (ur. 1904, zm. w 1944) – ukraińska mieszkanka Karpiłówki, Sprawiedliwa wśród Narodów Świata, ofiara zbrodni ukraińskich nacjonalistów.
Urodziła się w 1904 roku. W czasie II wojny światowej mieszkała we wsi Karpiłówka na Polesiu Wołyńskim wraz z dwojgiem nastoletnich dzieci - synem Pawłem i córką Wassą.
Podczas okupacji niemieckiej Anastasija ukrywała w swoim domu dziewięcioletnią Żydówkę Maszę Volfstal. Pomoc ta była udzielana począwszy od listopada 1942 roku, gdy błąkająca się po okolicy Volfstal zapukała do drzwi Hocyk i poprosiła o pomoc. Po ponad czterech miesiącach Volfstal opuściła dom Hocyk, przyłączając się do grupy żydowskich partyzantów, którzy odwiedzili jej gospodynię.
Anastasija Hocyk została zamordowana na początku 1944 roku przez banderowców za to, że pomagała sowieckim partyzantom.
W 2005 roku Instytut Jad Waszem uhonorował ją pośmiertnie tytułem Sprawiedliwej wśród Narodów Świata.